# Ван Хаоцзэ
Ван Хаоцзэ (кит. упр. 王浩泽, пиньинь Wáng Hàozé, родилась в марте 1990г.) — китайская инженер-ракетчик и третья женщина-тайконавт (космонавт).

## Биография
Ван Хаоцзэ по национальности маньчжурка, родилась в марте 1990 года в уезде Луаньпин провинции Хэбэй Китайской Народной Республики. Высшее образование получила в Юго-восточном университете в Нанкине по специальности теплотехника и энергетика. Член Коммунистической партии Китая с декабря 2009 года. Работала старшим инженером в Китайской аэрокосмической научно-технической корпорации. В сентябре 2020 года была отобрана в третью группу китайских астронавтов. Военнослужащая с января 2021 года, на октябрь 2024 года являлась астронавтом четвертого класса бригады астронавтов Народно-освободительной армии Китая в звании подполковника. 29 октября 2024 года было объявлено о включении Ван Хаоцзэ в экипаж пилотируемой миссии космического корабля «Шэньчжоу-19» для осуществления восьмой основной экспедиции на орбитальной станции Тяньгун..
Статистика полетов Ван Хаоцзэ
| #               | Статус в полете | Корабль, Миссия         | Старт, UTC           | Корабль посадки | Посадка, UTC         | Налёт                     | ВКД: время (количество) |
| --------------- | --------------- | ----------------------- | -------------------- | --------------- | -------------------- | ------------------------- | ----------------------- |
| 1               | Член экипажа    | Шэньчжоу-19, Тяньгун(8) | 29.10.2024, 20:27:34 | Шэньчжоу-19     | 30.04.2025, 05:08:12 | 182 дня 8 часов 41 минута | ___                     |
| Суммарный налёт | Суммарный налёт | Суммарный налёт         | Суммарный налёт      | Суммарный налёт | Суммарный налёт      | 182 дня 8 часов 41 минута | ___                     |

### Комментарии
1. ↑  ВКД — Внекорабельная деятельность или выход в открытый космос